# Oprente

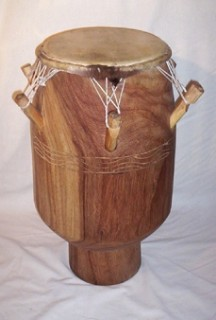
Oprente – Trommel aus Ghana

Die Oprente ist eine einfellige Trommel, die in der traditionellen Musik in Togo und Ghana gespielt wird. 
Sie zählt zu den Bechertrommeln, hat aber im Vergleich zu den arabischen Bechertrommeln einen kürzeren Halsansatz. Das Instrument ist aus einem Stück Holz des Tweneboa-Baumes gearbeitet und traditionell mit einem Antilopenfell bespannt. Das Fell wird mittels einer Pflockbespannung aufgespannt und gestimmt. 
Die Oprente gehört zu den populärsten Trommeln der Ewe, einer Ethnie die im Südosten von Ghana und im Südwesten von Togo beheimatet ist. Sie ist Teil eines Trommelensembles zu dem noch andere Fass- und Bechertrommeln zählen. Die Zusammenstellung dieser Sets variiert je nachdem, zu welchem Anlass und in welcher Region sie benutzt wird. Häufig wird sie zu zeremoniellen Anlässen verwendet. 
Rhythmen, die auf der Oprente gespielt werden, sind z. B. der Ga-Fetishtanz Nana und Fume Fume, ein nichttraditioneller Tanz (beide aus Ghana).
Gespielt wird sie hauptsächlich mit der Hand, seltener wird je nach Lied auch ein dünner Stock zum Spielen verwendet.